# Oisín (Film)
Oisín  [ɔˈʃiːnʲ, ˈɔʃiːnʲ] (oft auch fehlerhaft Oisin geschrieben) ist ein in Irland produzierter Dokumentar-Kurzfilm des Ehepaars Patrick und Vivien Carey aus dem Jahr 1970, mit dem sie für einen Oscar nominiert waren.

## Inhalt
Vorangestellt ist dem Film folgender Hinweis: „a hero of ancient myth, champion of our wild heritage, he set the reeds’ whisper and the vixen’s cry above psalms and sermons, the blackbird’s song above the bells. ‚That music is sweetest in the world‘ he said. ‚It is a pity not to listen to it for a while.‘ ‚Stop‘ he said ‚and listen‘.“ (frei übersetzt: „Als Held der alten Mythen, Verfechter unseres wilden Erbes, erhob er das Flüstern des Schilfs und den Schrei der Füchsin über Psalmen und Predigten, den Gesang der Amsel über die Glocken. ‚Diese Musik ist die süßeste der Welt‘, sagte er. ‚Es ist schade, es eine Weile nicht anzuhören.‘ ‚Halt‘, sagte er, ‚und hör zu‘.“)
Erläuterung: Es handelt sich um ein Zitat aus der irischen Mythologie, in dem Oisín den irischen Vogelgesang als den „süßesten der Welt“ beschreibt und den Zuschauer dazu auffordert, „innezuhalten und zuzuhören“
Dieser lyrische Film, den kein Sprecher erläutert, konzentriert sich auf die natürlichen Geräusche von Vögeln, die ihre Lieder zwitschern oder anderweitige Laute von sich geben, sowie auf die Geräuschkulisse weiterer im Film vorkommender Tiere, wie beispielsweise flüchtendes Wild. Gefilmt wurden auch die vielfältigen Landschaftsformen, die überwiegend aus Ebenen bestehen, die von hügeligem Gebiet umschlossen werden und die Irland reichtlich bietet. Festgehalten wurden des Weiteren die durch Wind verursachten Geräusche, der beispielsweise durch Gräser streift oder das Wasser berührt, oder die durch schwimmende Tiere verursachen Geräusche. Im Mittelpunkt des Films stehen Vögel sowie die natürliche Schönheit der Landschaft Irlands. 

## Produktion
Vertrieben wurde der Film, der als Beitrag zum Europäischen Naturschutzjahr 19790 gedreht worden war, vom Department of Lands of Ireland.

## Hintergrund
In der irischen Legende war Oisín, Sohn des keltischen Kriegers Fionn mac Cumhail und von Hinde, einer Hirschkuh, ein Krieger und Barde, aber auch ein Dichter. Hinde soll eine von Druiden verwandelte Feenprinzessin Sadhbh gewesen sein.
Der Oscar ging jedoch nicht an das Ehepaar Carey, sondern an Joseph Strick und seinen Film Interviews with My Lai Veterans, in dem fünf Soldaten interviewt werden, die bei dem auf das vietnamesische Dorf Mỹ Lai im März 1968 verübten Massaker dabei waren.

## Auszeichnung
Oscarverleihung 1971: Oscarnominierung für Patrick und Vivien Carey mit und für den Film in der Kategorie „Bester Dokumentar-Kurzfilm“